# Petelia trifascia
Petelia trifascia är en fjärilsart som beskrevs av Holloway 1979. Petelia trifascia ingår i släktet Petelia och familjen mätare. Inga underarter finns listade i Catalogue of Life.